# Корабельная почта

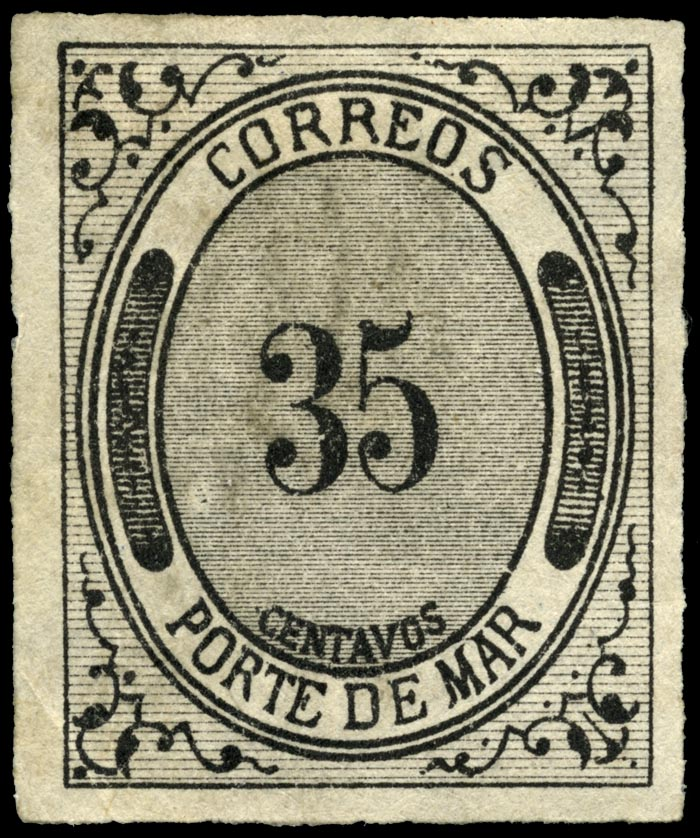

Корабе́льная по́чта (иногда также судова́я по́чта, морска́я по́чта, парохо́дная по́чта, во́дная по́чта) — в общем смысле система перевозки почты по воде, предусматривающая организацию такой перевозки, приёма почты, её сортировки и выдачи на судах.

## Описание
Корабельная почта может иметь следующие значения:
1. Плановая перевозка почты судами на регулярных линиях[англ.][4][7].

Почтовая служба выполняется экипажами судов и охватывает приём, охрану и сдачу на почтамт назначения принятых для перевозки почтовых отправлений в запечатанных мешках, которые в ближайшем порту передаются почтовым организациям для дальнейшего направления к месту доставки.
1. Почтовое отделение на борту судна[4][5], которое принимает почтовые отправления и выполняет другие почтовые функции (включая продажу знаков почтовой оплаты, конвертов, периодических изданий и др.)[4].

Такое отделение имеет штемпель корабельной почты с соответствующим текстом. Существующие на судах почтовые отделения используют также обычные почтовые марки своей страны.
1. Почтовые отправления, пересланные корабельной (судовой) почтой.

Эти отправления несут различные отметки, которые подтверждают перевозку почты по воде. Они также могут гаситься штемпелями судовых отделений связи. Отправления корабельной почты таким образом опознаются по особым штемпелям и отметкам, в некоторых случаях по особым маркам[≡][≡], и представляют филателистический интерес.
Штемпели, используемые корабельной почтой, характеризуются разнообразием как их оформления, так и текстов, на них размещённых.

## История

### Западная Европа
Первые пометки корабельной почты стали применяться в Англии в конце XVIII века, и это были оттиски штампа «Корабельное письмо».
Изобретение парохода способствовало расширению морских почтовых перевозок. Регулярная морская почта установилась к середине XIX века сначала в Австрии для Адриатики — на рейсах судов «Австрийского Ллойда», а также в Северной Атлантике на маршрутах Великобритания — США и Бремен — Гамбург — США. Однако известно много штемпелей корабельной почты домарочного периода (до 1840 года).
В ходе дальнейшего развития регулярного пароходства в Средиземном и других морях сформировалась система корабельной почты, при которой почтовые отправления передавались на судна во время стоянки в портах, а затем доставлялись в другие порты. В процессе следования почтовых отправлений морским путём на них ставились специальные пометки и различные штемпели. Впоследствии морскую почту учредили на линиях, курсировавших из Европы в Америку, Азию, Африку и Австралию.
Технически и организационно морские (судовые) почтовые отделения функционировали аналогично железнодорожным почтовым вагонам, имея схожие оборудование и порядок работы.

Виньетка Королевского почтового судна «Лузитания» (1914)[^][^]
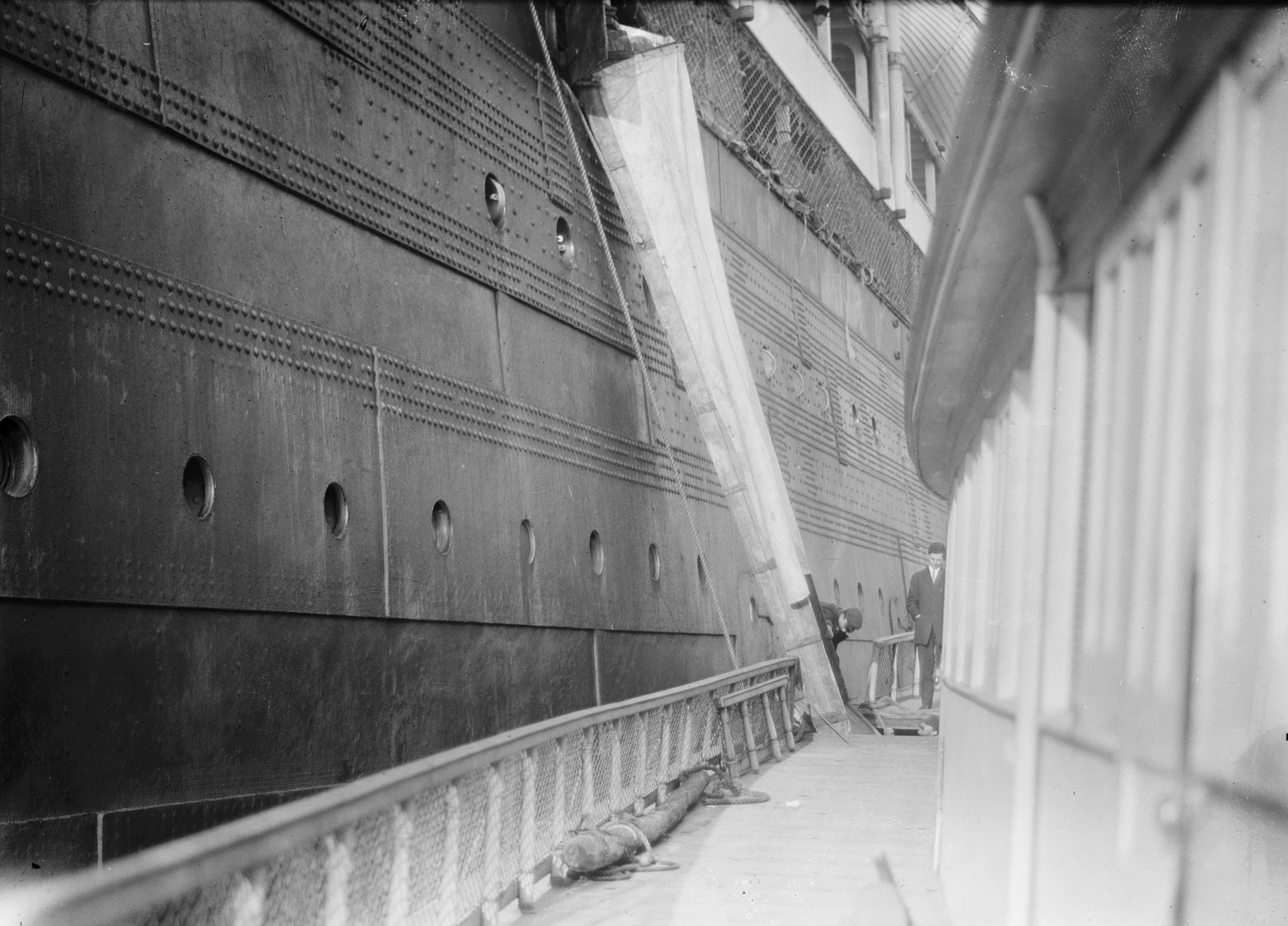
Разгрузка рождественских отправлений с «Лузитании» на почтовую лодку в одном из портов США (между 1906 и 1915)
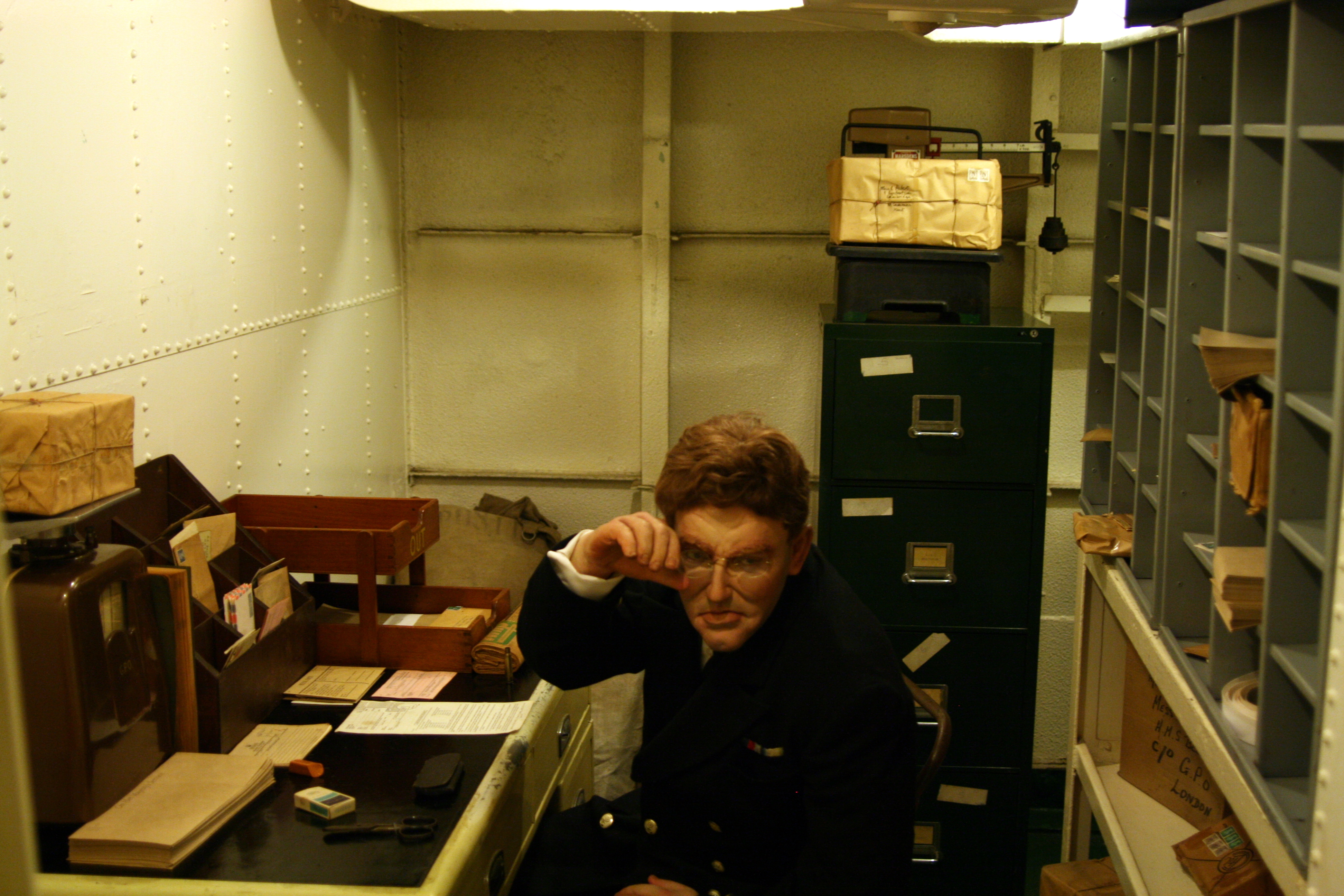
Почтовая комната на корабле-музее «Белфаст»

С течением времени значение перевозки почты на судах постепенно стало сокращаться ввиду интенсивного развития авиации. Тем не менее отделения морской почты сохраняются на крупных пассажирских и туристских судах.

### Российская империя и СССР
В России первая морская почта была организована в 1720-х годах в Петербурге. Для осуществления регулярных перевозок почты из Петербурга в важнейшие порты Балтийского моря использовались два русских фрегата, базировавшихся на первой в мире почтовой пристани на Неве.
В практике российской корабельной почты употребление особых почтовых пометок началось в первой половине XIX века. Это были штемпели, аналогичные таковым, применявшимся в других странах.

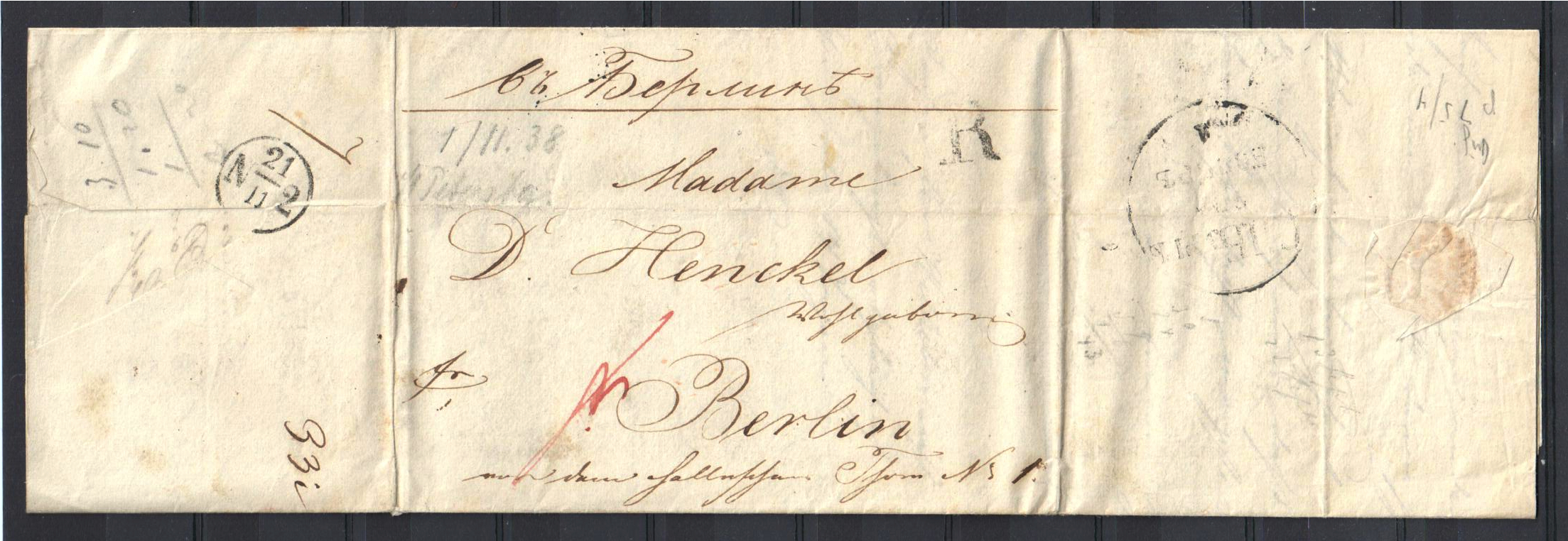
Конверт письма, отправленного пироскафом «Александра» из Петербурга в Любек и далее доставленного сушей в Берлин (1838). Пароходная компания, обслуживавшая маршрут до Любека, сделала на письме пометку типа B1 — в виде буквы «R» (от нем. «Russland» — «Россия»)

Много лет на борту советских теплоходов и дизель-электроходов (например, «Украина», «Россия», «Адмирал Нахимов», «Иван Франко», «Грузия», «Абхазия»), ледоколов (например, атомоход «Ленин») использовались календарные почтовые штемпели с их названиями.

Примеры конвертов корабельной почты СССР с названиями теплоходов на календарных штемпелях
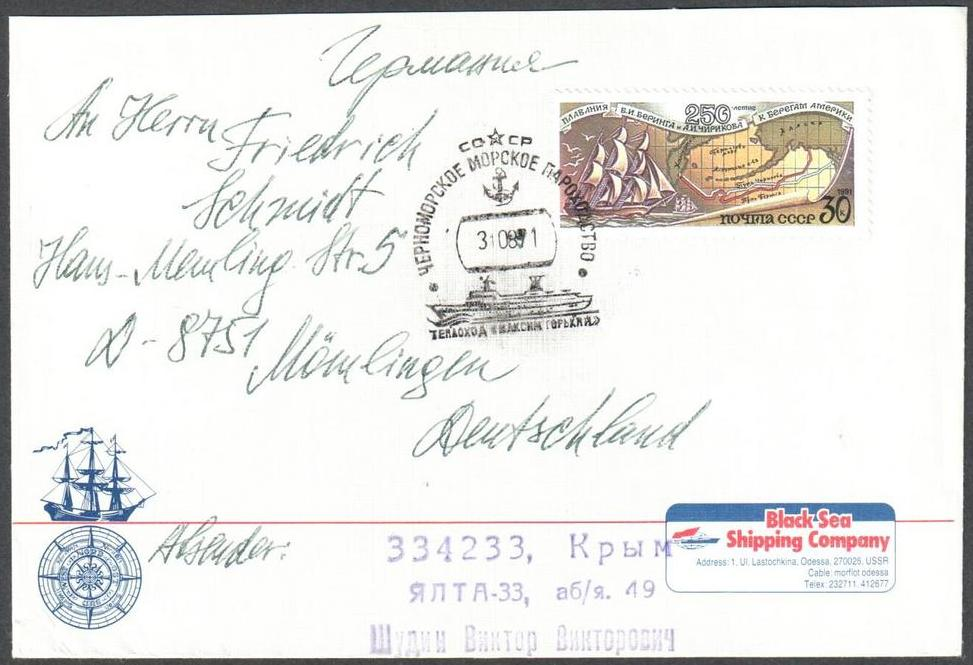
Речной пассажирский теплоход «Максим Горький» Волжского пароходства (1991)
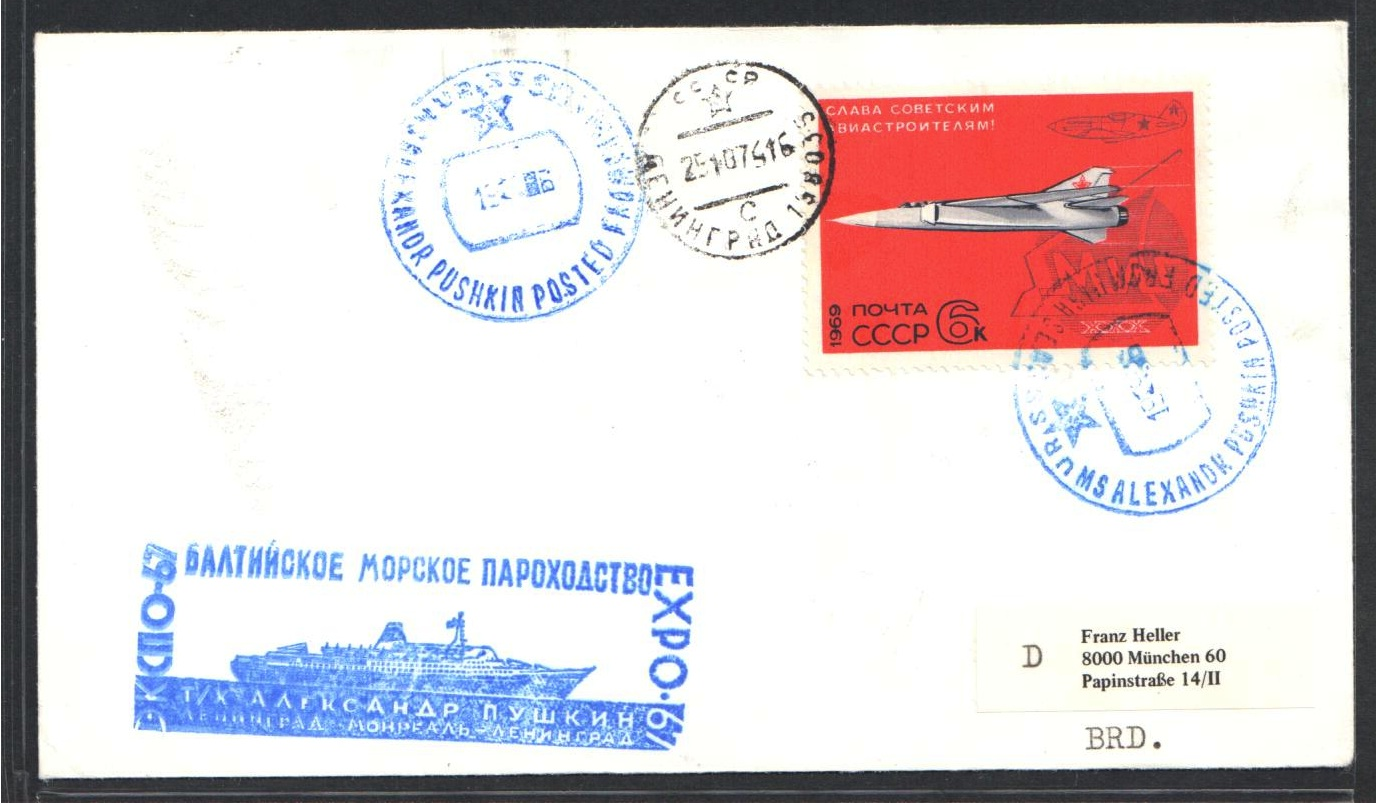
Морское пассажирское круизное судно «Александр Пушкин» Балтийского пароходства (1974)
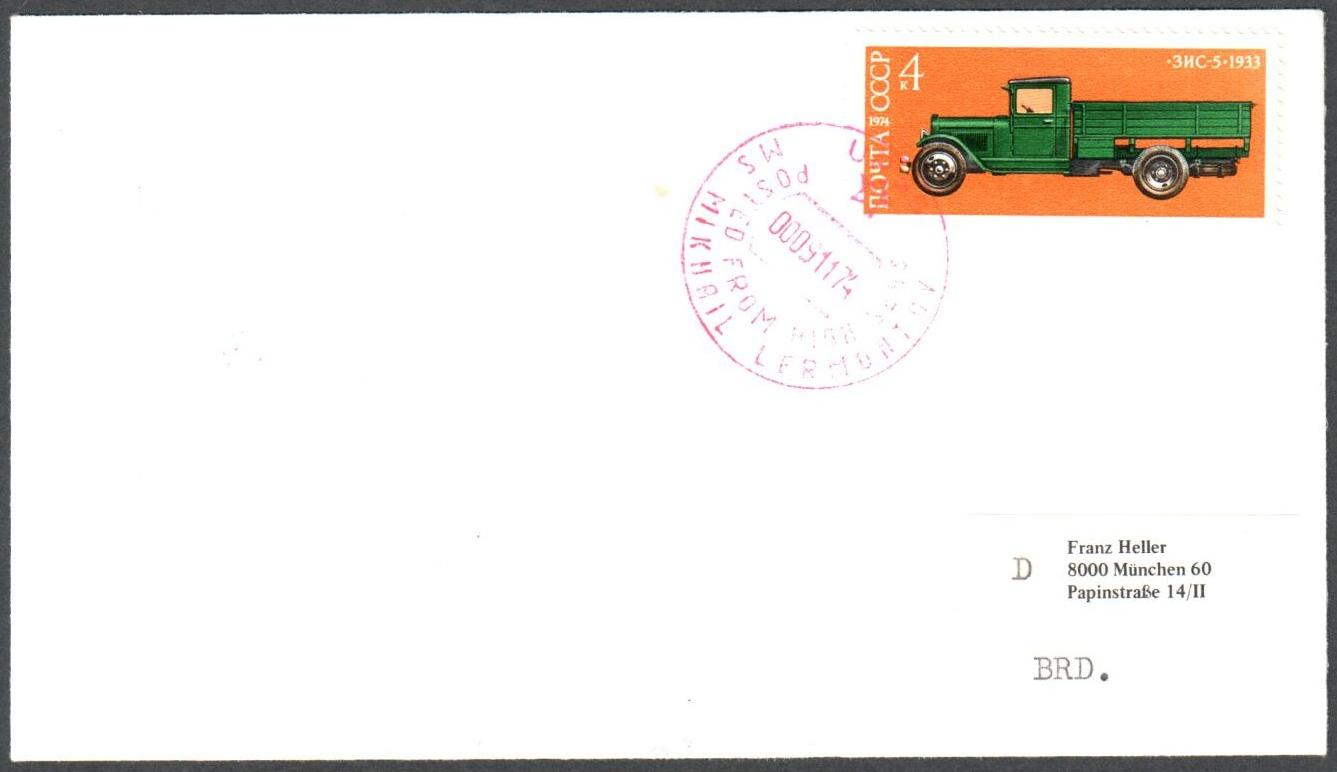
Пассажирский круизный теплоход «Михаил Лермонтов» Балтийского пароходства (1974)

Примеры конвертов СССР со штампом «Paquebot» («Пакетбот»)
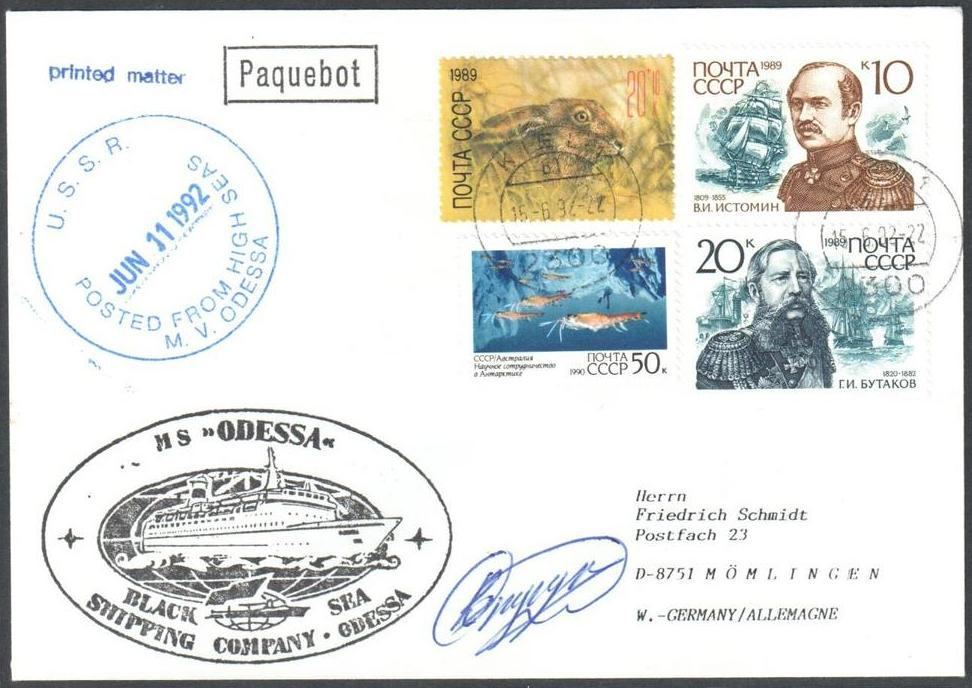
Круизный теплоход «Одесса» Черноморского пароходства (1992)
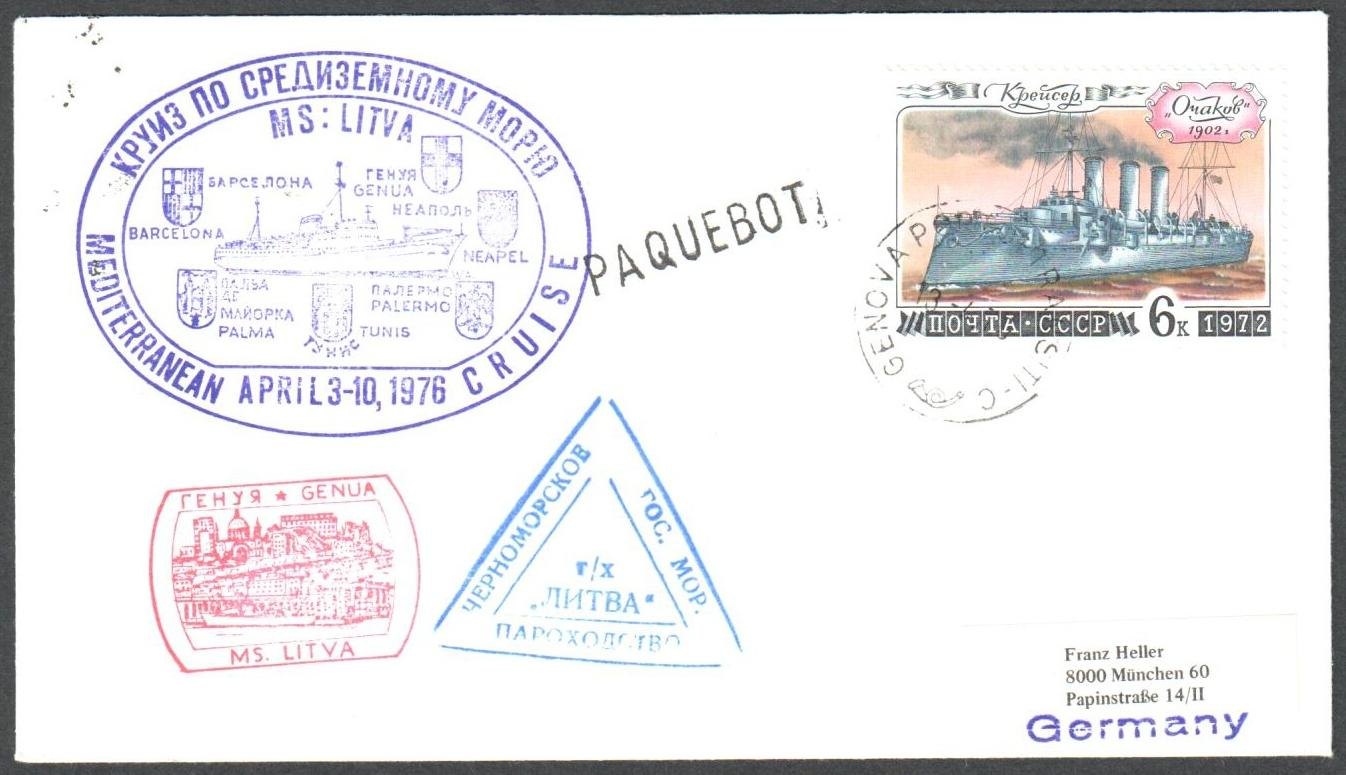
Теплоход «Литва[лит.]» того же пароходства (1976)

## Филателистические аспекты
Отправления корабельной почты являются особой отраслью филателистического коллекционирования. В XIX веке в некоторых странах (Мексике, Франции, России) выпускались специальные марки морской (пароходной) почты (или пароходные марки), которые стали филателистической редкостью[≡][≡].
Штемпели, которыми гасятся марки на отправлениях, являются свидетельством того, что письмо было принято к дальнейшей пересылке непосредственно на судне. В соответствии с международными почтовыми правилами корабельная почта может оплачиваться марками страны, под флагом которой плавает судно, либо марками страны, в порту которой оно находится. Поэтому на письмах можно встретить и смешанную франкатуру, и гашение марок одних стран штемпелями других. На многих судах дальнего плавания есть почтовые агенты или почтовые отделения, которые принимают и обрабатывают корреспонденцию.
Корабельную (судовую) почту следует отличать от флотской почты (специальной почты военно-морских сил разных стран)[≡].

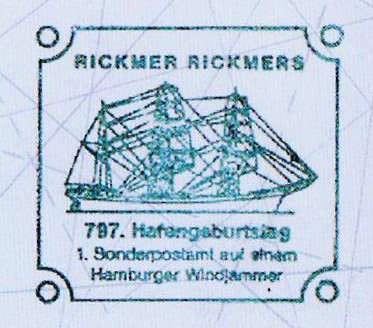
Специальное гашение для почтового отделения на корабле-музее «Rickmer Rickmers» в Гамбурге (1986)
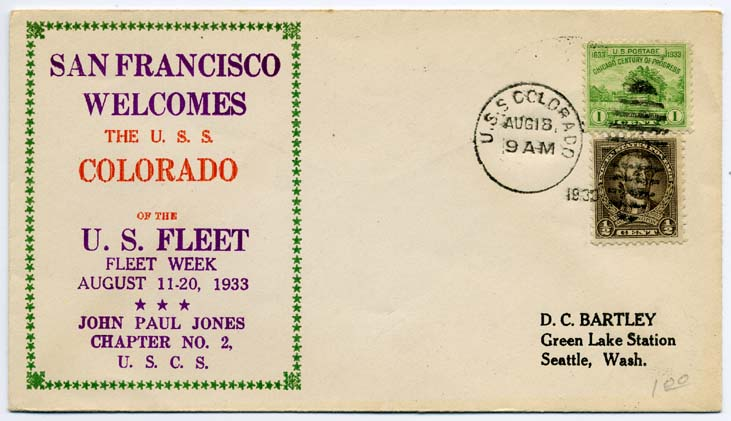
Конверт письма флотской почты, отправленного с борта корабля «USS Colorado (BB-45)» (1933).[^]